# Kubizm

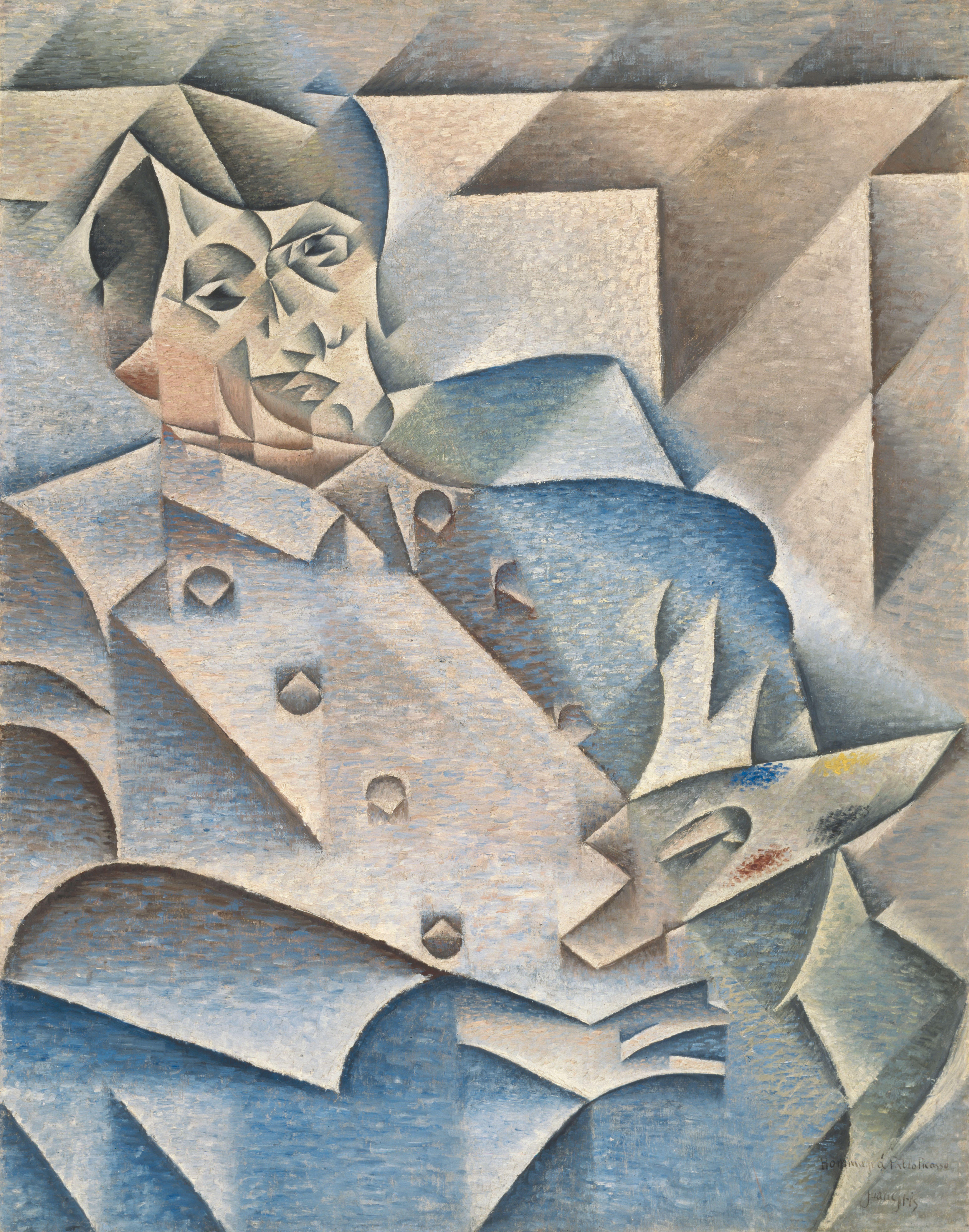
Juan Gris, Portret Picassa, 1912

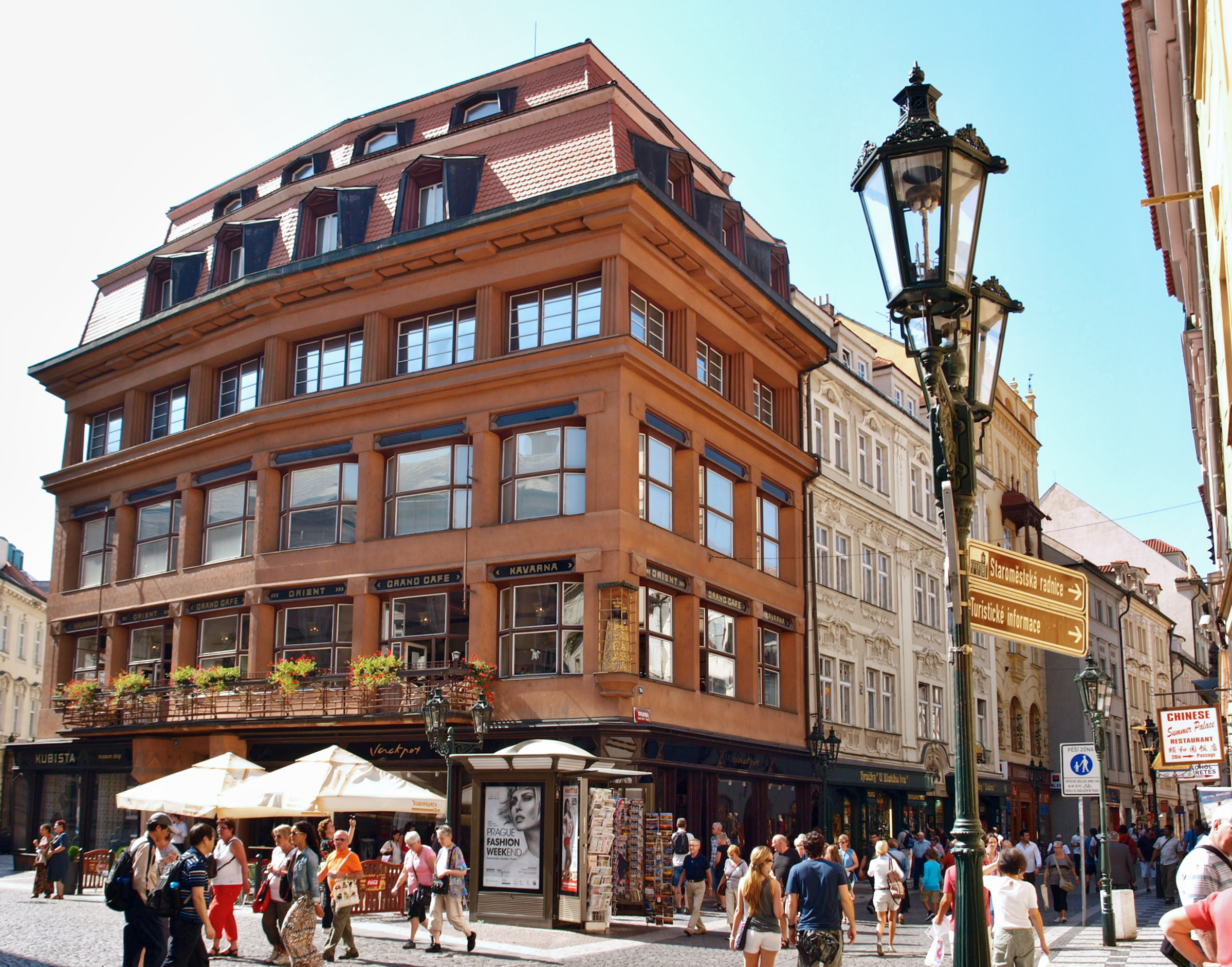
Dom Pod Czarną Matką Bożą w Pradze, 1911–1912 (2012)

Kubizm – nurt w sztukach plastycznych, głównie malarstwie i rzeźbiarstwie, który rozwinął się we Francji ok. 1907 roku, poszukujący nowych zasad budowy przestrzennej dzieła przez odrzucenie reguł perspektywy i geometryczne uproszczenie elementów kompozycji.
Prekursorem kubizmu był Georges Braque. Po raz pierwszy określenia kubizm użył krytyk sztuki Louis Vauxcelles. W języku francuskim brzmi ono cubisme i pochodzi od francuskiego słowa cube (od łac. cubus z gr. κύβος), które oznacza kostkę lub sześcian. Ten termin przyjął się i szybko wszedł do powszechnego użytku, jednak twórcy tego kierunku długo unikali jego stosowania.
Później Picasso i Braque zaczęli pracować razem, tworząc podstawy kubizmu analitycznego, a następnie kubizmu syntetycznego (od roku 1912). W kubizmie syntetycznym w obrazach pojawiały się wklejane kawałki gazet, tapet czy kolorowych kawałków papieru, a także trójwymiarowe formy wbudowywane w płaszczyznę obrazu.
W całej historii malarstwa nie było innego tak intensywnego zerwania z osiągnięciami sztuki, jak to dokonane przez kubistów. Przede wszystkim, do tej pory malarstwo miało iluzorycznie odzwierciedlać rzeczywistość – wywoływać na płótnie wrażenie “jak żywej” natury. Kubistom zaś zależało na zdefiniowaniu rzeczywistości, wydobyciu “stereometrycznej struktury przedmiotów”. Aby to osiągnąć, stosowali geometryzację, syntezę i odrzucenie perspektywy. W dużym skrócie, można powiedzieć, że dana, widziana forma zostawała najpierw zgeometryzowana (czyli wpisana w kształt sześcianu), a następnie rozbita na mniejsze elementy walców, stożków, kul itp. U podstaw kubizmu leży zasada, że obiekt malarski zostaje rozbity na szereg osobnych płaszczyzn, oglądanych w różnym oświetleniu, które następnie są przedstawiane obok siebie na płótnie. Dawało to pełniejszy obraz analizowanego obiektu. Choć najsłynniejsze obrazy kubistyczne (jak „Panny z Awinionu”) pokazują postacie ludzkie, generalnie głównym tematem były tu martwe natury.
Kubizm stał się popularny i zyskał wielu zwolenników w środowisku artystycznym. Choć często bywa identyfikowany z Picassem, nie należy zapominać, że tworzyli go także inni artyści oraz że sam Picasso nie był wierny kierunkowi przez całe swoje artystyczne życie. Do artystów, którzy wnieśli twórczy wkład w rozwój
tego kierunku, zaliczani są:
- Juan Gris
- Fernand Léger
- Francis Picabia
- Louis Marcoussis
- Jean Metzinger
- Albert Gleizes
- Pablo Picasso
- Georges Braque

Najsławniejsze dzieła (malarskie i rzeźbiarskie) związane z kubizmem:
- Panny z Awinionu Pablo Picasso (1907)

to jeden z najsłynniejszych obrazów kubistycznych, choć należy też do jednego z pierwszych dzieł tegoż ruchu. Następuje tu całkowite zerwanie z przestrzenią czy formami ciała ludzkiego, a także tak właściwą dla obrazów do tego momentu estetyzacją – malarstwo, jakkolwiek przeszło już sporą ewolucję od czasów klasycyzmu, do momentu powstania tego dzieła miało nadal odpowiadać określonemu pięknu. Na obrazie widać też wyraźne wpływy afrykańskie: dwie postacie z prawej strony przypominają bardzo afrykańskie rzeźby.
Picasso pokazał ciała zdeformowane, złamane – a do tego należące do prostytutek z barcelońskiej ulicy Calle de Avignon. Jak pisał na ten temat Białostocki: “Jest to sztuka zaskakująca, ostra, rezygnująca z piękna, świadomie niszcząca naturę i zastępująca ją ładem dzieła sztuki, ale przy zachowaniu jakby śladów zniszczenia, jakiemu rzeczywistość podlegała” (Białostocki, s. 668).
- Kompozycja z asem treflowym Georges Braque (1913).

## Cztery etapy kubizmu

### Prekubizm
Nurt w sztuce charakteryzujący się odejściem od naturalnej budowy ciała ludzkiego, pojawiają się bryłowatość, martwa natura w krajobrazie oraz zmiany perspektywy (np. „Portret Gertrudy Stein” Picassa z 1906).

### Kubizm analityczny
Trwał w latach 1907–1912. Jego cechy główne, pozwalające na łatwe odróżnienie od innych odmian kierunku, to monochromatyczna paleta, ograniczona do czerni, brązów, szarości. Pojawiające się na płótnach formy są sztywne, geometryczne. Obiekty wydają się być rozbite na pryzmatyczne fragmenty, złożone na powrót niezgodnie z ich wcześniejszą pozycją, ale widzeniem artysty. Dla odmiany kompozycję cechowały delikatność i zawiłość.
Cel, jaki postawili sobie artyści tworząc kubizm analityczny, to malowanie nie dla oka widza, ale jego umysłu, organu, który w najpełniejszym stopniu “patrzy” na przedmioty. Tak, jak w przypadku krzesła, odbiorca może widzieć tylko jego profil, wie jednak, jak wygląda cała konstrukcja. Umysł “dopowiada” brakujące elementy, znajdujące się z tyłu czy z boku obiektu. Takie podejście zakłada odrzucenie perspektywy, bo umysł “widzi” przedmiot z różnych stron, nie z jednej, ustalonej, koniecznej dla wyrysowania linii perspektywy. Takie założenia włączają do płótna także czas.
Kubizm analityczny odwoływał się do intelektu widza.
Najsłynniejsze prace zaliczane do nurtu kubizmu analitycznego to:
- Portret Ambrose Vollard (1910)
- Ma Jolie (1911)

### Kubizm hermetyczny
Trwał na przełomie 1912/1913 r. Picasso i Braque posunęli się w deformacji przedmiotów już tak daleko, że zbliżyli się do abstrakcji - której obaj nie akceptowali. Skłoniło to ich do poszukiwania innych sposobów obrazowania, które dawałyby pewną treść dziełu, bez konieczności jej fizycznego namalowania. Zastosowali gazety, bilety, fragmenty tapet itp., co zapoczątkowało okres kubizmu syntetycznego.
Półprzezroczyste plamy barwne nawzajem się przenikają, kontury oryginalnej postaci są ledwo widoczne. Autor posłużył się głównie kolorami monochromatycznymi wpadającymi w brązowy odcień. Tak jak w wielu obrazach z tego okresu, autor użył drukowanej czcionki w celu wywołania „formalnego” wrażenia. W późniejszym okresie kubizmu – w kubizmie syntetycznym – temu celowi posłużyły m.in. wycinki nagłówków z gazet.
Jednym z przykładów jest dzieło Pabla Picassa – Bottle of Vieux Marc, Glass, Guitar and Newspaper (1913).

### Kubizm syntetyczny
Miał miejsce w okresie od 1914 roku do lat dwudziestych. W porównaniu z kubizmem analitycznym, był prostszy, nie deformował aż tak bardzo przedmiotów, stosował żywsze barwy. Cechą charakterystyczną jest także dołączenie kolażu. Różne przedmioty, doklejone do powierzchni obrazu, pełnią taką samą funkcję, jak powierzchnie zamalowane. Pojawiające się tu dwojakie rozumienie elementów doklejonych, które, jak fragmenty gazet, są z jednej strony zwyczajnym przedmiotem, ale z drugiej, stają się obiektem estetycznym – otworzyły dyskusję trwającą nieprzerwanie przez cały XX wiek dotyczącą stosunku zachodzącego między sztuką a rzeczywistością (historia malarstwa).

## Współczesna rola kubizmu
Kubizm przyczynił się wraz z impresjonizmem i ekspresjonizmem do rozwoju Pierwszej Awangardy. Chociaż sam nie zaliczał się do sztuki awangardowej, dzięki zastosowaniu nowych technik takich jak deformacja, dekonstrukcja i kolaż, wywarł wielki wpływ na nowoczesną estetykę.
Kubizm był inspiracją i impulsem do rozwoju takich kierunków jak:
- konstruktywizm
- futuryzm
- ekspresjonizm
- kubizm w architekturze